# Distretto di Tha Sala
Il distretto di Tha Sala (in thailandese: ท่าศาลา) è un distretto (amphoe) della Thailandia, situato nella provincia di Nakhon Si Thammarat.